# Alexander Whyte (Naturforscher)
Alexander Whyte (geboren 1834 in Fettercairn; gestorben 1908 in High Barnet, London) war ein schottischer Naturforscher, der als Regierungsangestellter vor allem von 1891 bis 1904 in Njassaland, dem heutigen Malawi, und Uganda aktiv war und dort Pflanzen und Tiere für das British Museum sammelte.

## Biografie
Alexander Whyte wurde 1834 in Fettercairn, Laurencekirk, in Schottland geboren und besuchte zur Ausbildung die University of Aberdeen, wo er sich auf die Fächer Naturkunde und Botanik fokussierte. Vor dem Ende seiner Studienzeit bereiste er Ceylon und die Westindischen Inseln, wo seine Familie wirtschaftliche Interessen verfolgte, und legte dort naturwissenschaftliche Sammlungen an. Er blieb in Ceylon und siedelte sich in Colombo als Naturforscher an, 1877 wurde er zum Mitglied der Zoological Society of London gewählt.
1890 kehrte Whyte nach England zurück und fand eine Anstellung am British Foreign Office als Botaniker und später als Leiter des wissenschaftlichen Personals unter Leitung von Sir Henry Hamilton Johnston, den neuen Commissioner für British Central Africa (später Nyasaland und Malawi). Auch Whyte ging nach Nyasaland und half dabei, den ersten botanischen Garten der Region in Zomba aufzubauen. In den Folgejahren sammelte er Pflanzen und Tiere und schickte zahlreiche der neu entdeckten Arten an das British Museum in London.
1894 wurde Whyte Mitglied der Linnean Society und Ehrenmitglied der Zoological Society, 1897 wurde er für seine Arbeiten in Afrika mit der Silbermedaille der Zoological Society ausgezeichnet. Nach einem kurzen Aufenthalt in England wurde er der Regierung in Uganda unterstellt und führte dort seine Sammlungsarbeit fort. 1902 wurde er Director of Agriculture in British East Africa und trat nach einigen Jahren von dieser Stellung zurück. Vor seiner Rückkehr nach England besuchte er 1904/1905 Liberia. 1908 starb er in High Barnet, London, im Alter von 75 Jahren.

## Dedikationen
Whyte sammelte zahlreiche Pflanzen- und Tierarten und wurde häufig als Namensgeber neuer Tier- und Pflanzenarten geehrt. Oldfield Thomas, Kurator am British Museum, benannte Lepus whytei, heute ein Synonym oder eine Unterart des Mosambik-Hasen (Lepus microtis), und den Malawi-Graumull (heute Fukomys whytei) nach ihm, Reginald Innes Pocock widmete ihm eine Unterart der Südlichen Grünmeerkatze (Chlorocebus pygerythrus whytei). Unter den Vögeln wurden ihm von George Ernest Shelley der Spiegel-Bartvogel (Stactolaema whytii), der Rotzügelsylvietta (Sylvietta whytii) und der Girlitz Serinus whytii gewidmet.

## Belege
1. 1 2 3  Whyte, Alexander (1834-1908) bei JSTOR Global Plants; abgerufen am 4. Oktober 2017.
2. ↑  „Whyte.“ In: Bo Beolens, Michael Grayson, Michael Watkins: The Eponym Dictionary of Mammals. Johns Hopkins University Press, 2009; S. 444; ISBN 978-0-8018-9304-9.
3. ↑  „Whyte.“ In: Bo Beolens, Michael Watkins, Michael Grayson: The Eponym Dictionary of Birds. Bloomsbury Publishing 2014; o. S.